# かるた

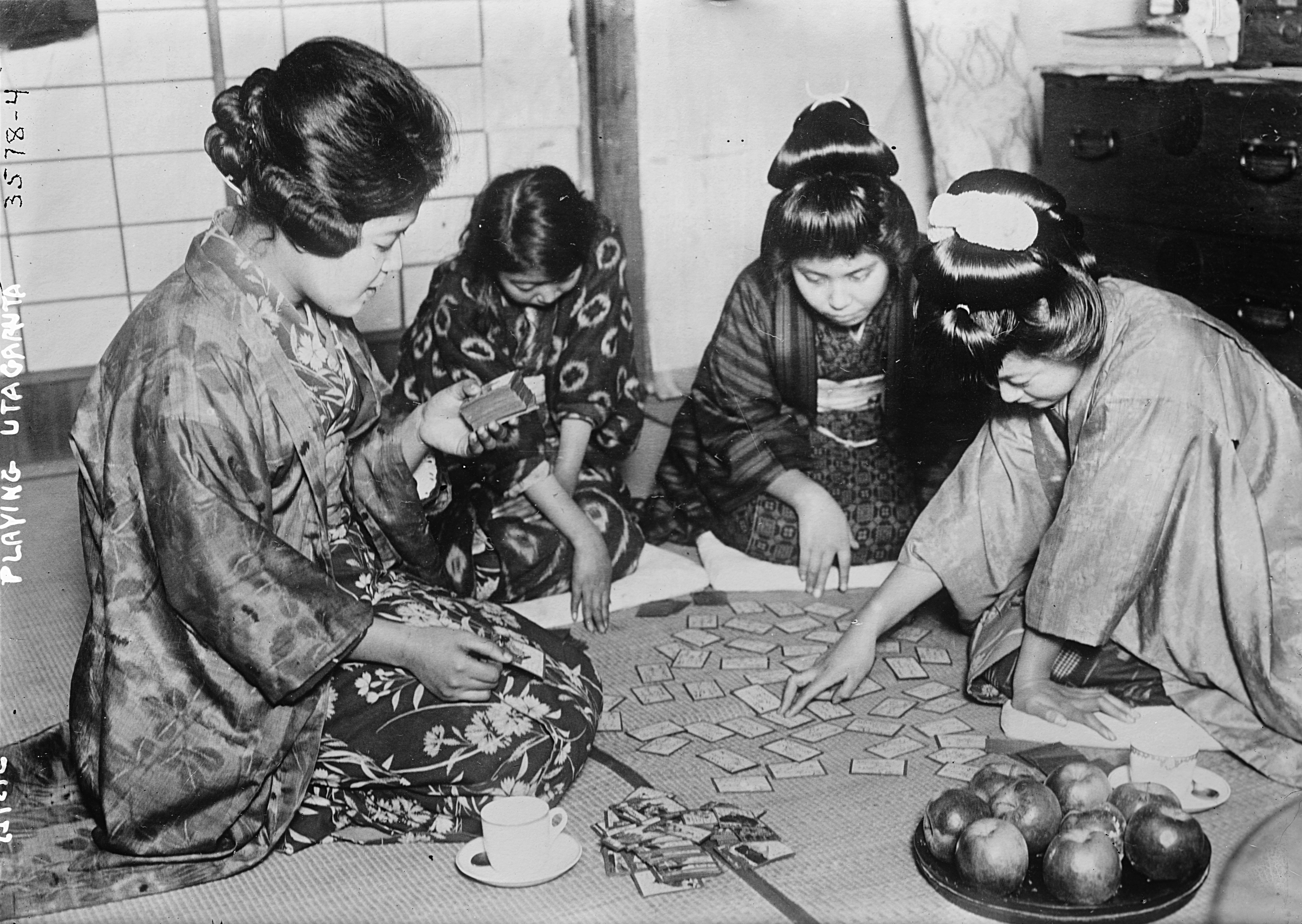
かるたをする女性達（1900年頃）

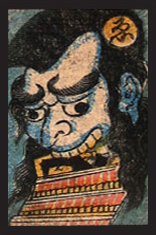
お化けかるた『ゑのくまのくび』（19世紀初頭）

かるた（歌留多、ポルトガル語: carta）とは、遊戯や博打に使用される札。またその遊戯を指す。花札、歌がるた、いろはカルタ、トランプなどの種類がある。子供が文字を覚えるための遊びでもある。
ポルトガルから伝えられ、ポルトガル語の「carta」の音に「加留多」、「賀留多」、「骨牌」などの漢字が当てられた。

## 道具
文字札・絵札ともに、あいうえお46枚ずつの札がある。一音につき一セットの読み札・取り札が用意されている。
- 文字札・読み札 - 取り札の絵の内容を書いた短い文章が書かれており、読み手（多くは大人）が声に出して読む。
- 絵札・取り札- 読み札の内容を描いた絵と、読み札の文言の頭文字がひらがなで目立つように書いてあり、読み札を読むのに合わせて取り人が手を出して札を取る。ただし、小倉百人一首では絵はなく和歌の下の句が書かれている。

## ルール
2人以上で行う。
1. 取り札を平面（畳の上が多い）に広げ、取る人に見やすくする。
2. 読み人が読み札を読む。
3. できるだけ早く、読み札に合った取り札を叩く（はじく、または押さえることもある）。先に叩いた方がその札を手に入れる（札を取る）。
4. 全ての読み札、取り札がなくなるまで繰り返す。
5. より多くの取り札を取った方の勝ち。

## 起源
ポルトガル語の「carta」が語源で、「NOVO DICIONARIO DA LINGUA PORTUGUESA」によるとトランプやタロットの一枚一枚を意味している（他にも手紙や証書などの意味がある）。イングランドの大憲章マグナ・カルタなどで使われるラテン語の「charta」が大元となっており、英語のcardもここから派生している。
本来は外来語だが、新聞等では国語化しているものとして扱われ、通常は片仮名ではなく平仮名で書かれる。
語源はポルトガル語で、ポルトガルのカードのデザインの影響を受けたものとしては天正カルタが端緒と考えられるが、同様の遊戯は日本とポルトガルとの接触前からあったものと考えられている。元々は、平安時代の二枚貝の貝殻をあわせる遊び「貝覆い（貝合せ）」である。これとヨーロッパ由来のカードゲームが融合し、元禄時代頃に今日の遊び方となった。
日本のかるたは、16世紀末頃、筑後国三池（現在の福岡県大牟田市）で作り始められたと言われており、大牟田市にはカルタ専門の資料館としては全国唯一の三池カルタ・歴史資料館があり、17世紀から現代までの様々なカルタが展示されている。
当初は、西洋風の人物やドラゴンなど西洋的なモチーフと絵柄であったが、江戸中期には抽象化され原型が忘れられたようなデザインと化していった。江戸初期から中期の絵にはカルタ遊びをしているところが多く描かれ、流行したとみられ、日本美術史家の蒋霊均は、江戸初期の頃までは富裕層がお洒落なもの・エキゾチックなもの、ステータスの象徴として愛好されていたものが、流行したことにより大量に作る必要から抽象化・記号化が進んだとみる。
江戸後期、賭博に使われることから幕府からの禁止により徐々に衰退していったとされる。

## 古典的ないろはかるた
いろは47文字に対応した「いろはかるた」が最も古典的で有名である。なお、歴史的仮名遣いや字音仮名遣いに必ずしも準拠しているものではない。
ことわざを使っているが、内容は江戸、京都・大坂など上方、尾張などで各々異なっており、地方の特色が表れて、「郷土かるた」も各地に存在する。「犬も歩けば棒に当たる」で始まるものは、江戸かるた（犬棒かるた）である。
以下に示すものは伝統的な札の一例である。2012年現在市販されているものには、一部の札が差し替えられているものも多い（「ゐ」「ゑ」「京」の削除対象も含む）。江戸いろはかるたの場合では、表現が難解あるいは死語となっている（「月夜に釜を抜く」→「月とすっぽん」、「総領の甚六」→「損して得取れ」など、「芋の煮えたもご存じない」「子は三界の首かせ」も同様に差し替え対象となっている）、下品な表現が含まれる（「屁をひって尻すぼめる」→「下手の長談義」［上方より流用］）、差別的ニュアンスがある（「かったいの瘡うらみ」→「かえるの面に水」など）などが差し替えの理由として挙げられる。「良薬は口に苦し」はもともとは慣用仮名遣いの「れうやく」、「れ」の札だったが（字音仮名遣いでは「りやうやく」）、現代仮名遣いの「りょうやく」、「り」の札に配置変更され、元の「り」の札、「律義者の子だくさん」が不採用となったこともある。こういった時代に合わせた変化については賛否両論となっている。
| 仮名 | 江戸                                                      | 上方                                            | 尾張                                            |
| ---- | --------------------------------------------------------- | ----------------------------------------------- | ----------------------------------------------- |
| い   | 犬も歩けば棒に当たる                                      | 一寸先は闇                                      | 一を聞いて十を知る                              |
| ろ   | 論より証拠                                                | 論語読みの論語知らず                            | 六十の三つ子                                    |
| は   | 花より団子                                                | 針の穴から天覗く                                | 花より団子                                      |
| に   | 憎まれっ子世にはばかる                                    | 二階から目薬                                    | 憎まれっ子頭堅し                                |
| ほ   | 骨折り損のくたびれ儲け                                    | 仏の顔も三度                                    | 惚れたが因果                                    |
| へ   | 屁をひって尻すぼめる                                      | 下手の長談義                                    | 下手の長談義                                    |
| と   | 年寄りの冷や水                                            | 豆腐に鎹                                        | 遠くの一家より近くの隣                          |
| ち   | ちりも積もれば山となる                                    | 地獄（ぢごく）の沙汰も金次第                    | 地獄の沙汰も金次第                              |
| り   | 律義者の子沢山                                            | 綸言汗のごとし                                  | 綸言汗のごとし                                  |
| ぬ   | 盗人の昼寝                                                | 糠に釘                                          | 盗人の昼寝                                      |
| る   | 瑠璃も玻璃も照らせば光る                                  | 類をもって集まる                                | 類をもって集まる                                |
| を   | 老いては子に従え （「老い」は「おい」が正しい）           | 鬼も十八 （「鬼」は「おに」が正しい）           | 鬼の女房に鬼神                                  |
| わ   | 破れ鍋に綴じ蓋                                            | 笑う門には福来る                                | 若いときは二度ない                              |
| か   | かったいの瘡(かさ)うらみ                                  | かえるの面に水                                  | 陰うらの豆もはじけ時                            |
| よ   | 葦（よし）の髄（ずい）から天井のぞく                      | 夜目遠目笠のうち                                | 横槌で庭掃く                                    |
| た   | 旅は道連れ世は情け                                        | 立て板に水                                      | 大食上戸餅食らい                                |
| れ   | れうやく（良薬）は口に苦し （「良」は「りやう」が正しい） | 連木で腹切る                                    | 連木で腹切る                                    |
| そ   | 総領の甚六                                                | 袖の振り合わせも他生の縁                        | 袖の振り合わせも他生の縁                        |
| つ   | 月とすっぽん                                              | 月夜に釜を抜かれる                              | 爪に火をともす                                  |
| ね   | 念には念を入れよ                                          | 猫に小判                                        | 寝耳に水                                        |
| な   | 泣きっ面に蜂                                              | なす時の閻魔顔                                  | 習わぬ経は読めぬ                                |
| ら   | 楽あれば苦あり                                            | 来年の事を言えば鬼が笑う                        | 楽して楽知らず                                  |
| む   | 無理が通れば道理引っ込む                                  | 馬（むま）の耳に風                              | 無芸大食                                        |
| う   | 嘘から出た真                                              | 氏より育ち                                      | 牛を馬にする                                    |
| ゐ   | 芋の煮えたもご存じない （「芋」は「いも」が正しい）       | 鰯の頭も信心から （「鰯」は「いわし」が正しい） | 炒り豆に花が咲く （「炒り」は「いり」が正しい） |
| の   | 喉元過ぎれば熱さを忘れる                                  | ノミと言えば槌                                  | 野良の節句働き                                  |
| お   | 鬼に金棒                                                  | 負うた子に教えられて浅瀬を渡る                  | 陰陽師身の上知らず                              |
| く   | 臭いものに蓋をする                                        | 臭い物に蝿がたかる                              | 果報（くゎはう）は寝て待て                      |
| や   | 安物買いの銭失い                                          | 闇に鉄砲                                        | 闇に鉄砲                                        |
| ま   | 負けるが勝ち                                              | まかぬ種は生えぬ                                | 待てば海路の日和あり                            |
| け   | 芸は身を助く                                              | 下駄と焼き味噌                                  | 下戸の建てた蔵はない                            |
| ふ   | 文はやりたし書く手は持たぬ                                | 武士は食わねど高楊枝                            | 武士は食わねど高楊枝                            |
| こ   | 子は三界の首枷                                            | これにこりよ道才坊                              | こころざしは松の葉                              |
| え   | えてに帆を上ぐ                                            | 縁と月日                                        | 閻魔の色事                                      |
| て   | 亭主の好きな赤烏帽子                                      | 寺から里へ                                      | 天道人殺さず                                    |
| あ   | 頭隠して尻隠さず                                          | 足元から鳥が立つ                                | 阿呆につける薬はない                            |
| さ   | 三遍回って煙草にしょ                                      | 竿の先に鈴                                      | 触らぬ神にたたりなし                            |
| き   | 聞いて極楽見て地獄                                        | 鬼神に横道なし                                  | 義理と褌かかねばならぬ                          |
| ゆ   | 油断大敵                                                  | 幽霊の浜風 （「幽」は「いう」が正しい）         | 油断大敵                                        |
| め   | 目の上のこぶ                                              | 盲の垣のぞき                                    | 目の上のこぶ                                    |
| み   | 身から出た錆                                              | 身は身で通る                                    | 蓑売りの古蓑                                    |
| し   | 知らぬが仏                                                | しはん坊の柿のさね                              | 尻食へ観音                                      |
| ゑ   | 縁は異なもの味なもの （「縁」は「えん」が正しい）         | 縁の下の舞                                      | 縁の下の力持ち                                  |
| ひ   | 貧乏暇なし                                                | 瓢箪から駒 （「瓢」は「へう」が正しい）         | 貧僧の重ね食い                                  |
| も   | 門前の小僧習わぬ経を読む                                  | 餅は餅屋                                        | 桃栗三年柿八年                                  |
| せ   | 急いては事を仕損じる                                      | せんちで饅頭                                    | 背戸の馬も相口                                  |
| す   | 粋は身を食う                                              | 雀百まで踊り忘れぬ                              | 墨に染まれば黒くなる                            |
| 京   | 京の夢大阪の夢                                            | 京に田舎あり                                    |                                                 |

## その他のかるた
- 小倉百人一首 - 「小倉百人一首」のことを「かるた」と称する場合がある。また「小倉百人一首」を用いて全日本かるた協会が定めた規則で行われる「競技かるた」のことを「かるた」と称する場合がある。
- 源氏物語かるた - 源氏物語を題材にしたカルタ[7][8]。
- 地方伝統の「かるた」 - 日本各地には、ほかにも各地方の伝統や名物などを読み込んだかるたがある。代表的なものに、群馬県全域で親しまれている上毛かるたがある。それ以外にも北海道弁かるたや津軽弁かるたなど、各地方でCD付きの方言かるたも発売されている。こうした「郷土かるた」は千数百種類に達するとみられる[9]。
- 企画物としての「かるた」 - キャンペーンとして、かるたが作られることもある。たとえば1938年、内務省社会局保険部が標語を募って「健康いろは歌留多」が作られた[10]。

その他、テレビアニメ・特撮番組のキャラクター等を用いたかるたも多く市販されている。
青森県の野瀬正観世音堂（旧 金華山満福寺）には全国でもここだけとみられる、表面一面にカルタを貼り付けた厨子があり、10年に1度開示される。黒札と呼ばれる昭和30年代まで東北地方で製造されていたカルタ札が貼られている。